# Шатенштейн, Александр Исаевич
Александр Исаевич Шатенштейн (23 июня 1906, Вильна — 1992, Москва) — советский физикохимик, Заслуженный деятель науки и техники РСФСР.

## Биография
Родился 23 июня (по старому стилю) 1906 года в Вильно в семье врача Шаи Лейбовича (Исая Львовича) Шатенштейна (1871, Панемуне — ?) и Гедвиги Лейзеровны Шатенштейн (урождённой Камбер). Брат — физиолог Давид Исаевич Шатенштейн. Отец жил и практиковал по адресу Немецкая улица, дом № 22, кв. 17. В 1915 году семья переехала в Лиду.
В 1930 году окончил 1-й МГУ. В 1930—1992 гг. работал в Научно-исследовательском физико-химическом институте им. Л. Я. Карпова в Москве, с 1949 года — заведующий лабораторией изотопных реакций.
Доктор химических наук (1939), профессор (1940). Заслуженный деятель науки и техники РСФСР.
Сфера научных интересов: физико-химические исследования неводных растворов.
Умер в 1992 году. Похоронен на Хованском кладбище.

## Сочинения
- Сжиженные газы как растворители. Ч. 1. Л., 1934; Ч. 2. Л., 1939;
- Теория кислот и оснований. История и современное состояние. М.-Л., 1949;
- Изотопный анализ воды. 2-е изд. М., 1957 (соавт.);
- Изотопный обмен и замещение водорода в органических соединениях в свете теории кислот и оснований. М., 1960.